# Porqueira
Porqueira település Spanyolországban, Ourense tartományban. Porqueira Rairiz de Veiga, Vilar de Santos, Xinzo de Limia, Os Blancos, Calvos de Randín, Muíños és Bande községekkel határos. Lakosainak száma 832 fő (2024).

## Népesség
A település népessége az elmúlt években az alábbi módon változott:
| Lakosok száma | 1159 | 1130 | 1136 | 1103 | 1005 | 931  | 848  | 815  | 835  | 832  |
|               | 2001 | 2004 | 2007 | 2009 | 2012 | 2014 | 2017 | 2019 | 2022 | 2024 |